# Paul Reynard
Paul Léon Reynard (* 3. Oktober 1927 in Lyon, Frankreich; † 28. Oktober 2005 in New York) war ein in Frankreich geborener US-amerikanischer Maler. Er war über drei Jahrzehnte in New York  als Künstler und Kunstprofessor tätig.